# سئوتوپولیس

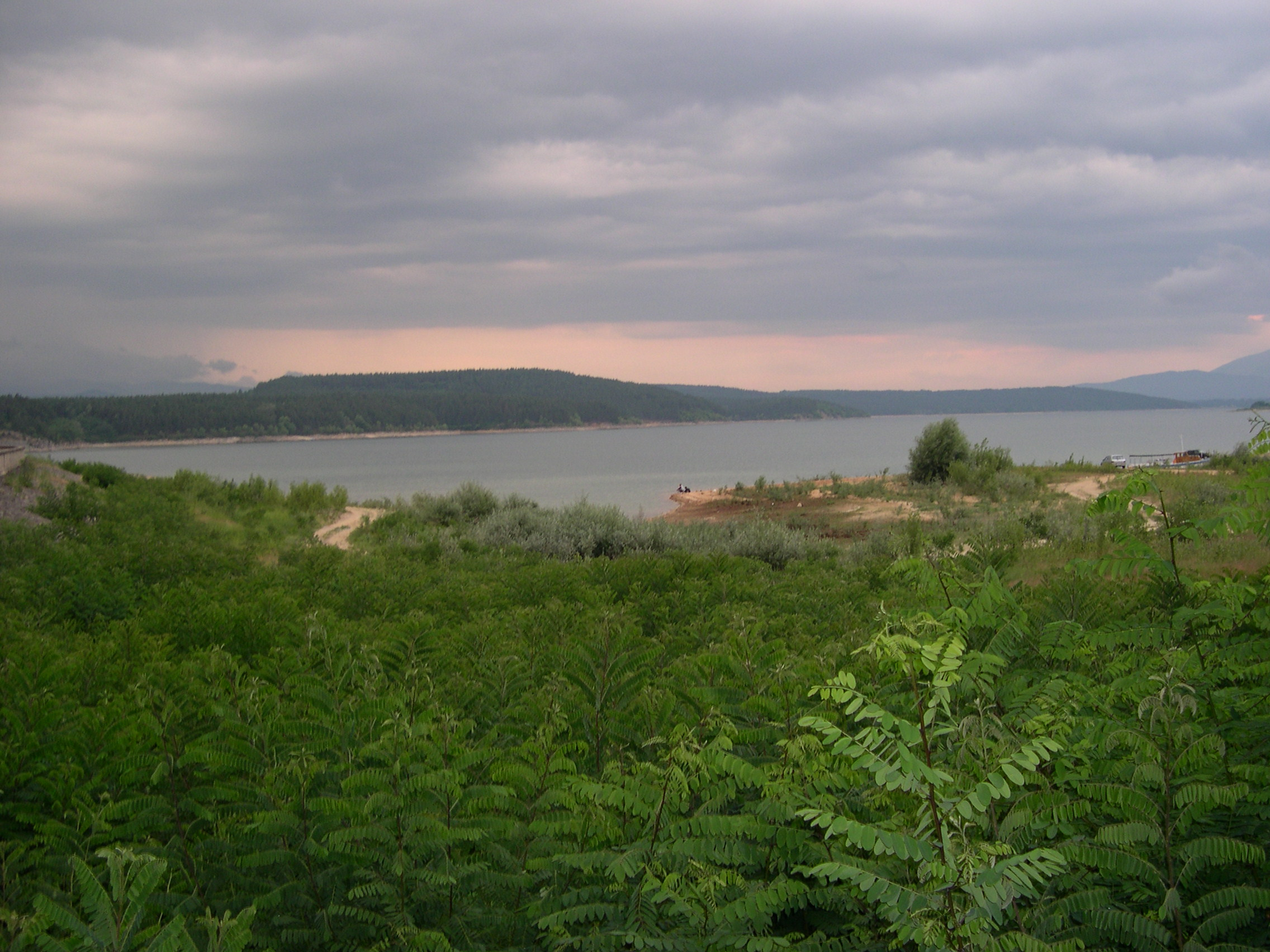
نمایی از نزدیکی سئوتوپولیس، شهری از نوع هلنیستی باستانی - ۲۰۰۹

سئوتوپولیس (انگلیسی: Seuthopolis) شهری از نوع هلنیستی باستانی بود که توسط پادشاه تراکیان، سئوث سوم، بین ۳۲۵–۳۱۵ پیش از میلاد و پایتخت پادشاهی ادروسی تأسیس شد. ویرانه‌های آن اکنون در پایین مخزن کوپرینکا در نزدیکی کازانلاک، استان استارا زاگورا، در مرکز بلغارستان قرار دارد.